# Mesochorus caligator
Mesochorus caligator là một loài tò vò trong họ Ichneumonidae.